# (2592) Hunan
(2592) Hunan ist ein Asteroid des Hauptgürtels, der am 30. Januar 1966 am Purple-Mountain-Observatorium in Nanjing entdeckt wurde. 
Benannt ist der Asteroid nach der chinesischen Provinz Hunan.